# 蒋光鼐故居 (广州)
广州的蒋光鼐故居位于中国广州市荔湾区龙津西路逢源北街87号，为国民革命军将领蒋光鼐的故居。
楼房坐南朝北，宽17米，深12米，占地面积200多平方米。楼高三层，钢筋混凝土框架结构，青砖石墙角，楼房中间开有大门，
有趟栊、板门，使用石门夹。大门东西两侧原有小门，但现时被封堵，改为窗户，侧门门楣上原有的石刻也被封填。立面四面墙上均开有窗户，窗户上有圆弧形的灰塑窗楣。
建于清末民初，蒋光鼐曾居住于此。抗日战争前，蒋光鼐将房屋捐出办莞旅中学，此后改为学校用房。1990年代房屋产权归还蒋光鼐后人，其后人又将房屋捐赠给荔湾区人民政府。1993年8月9日被公布为广州市文物保护单位。2009年对其进行整体修缮，打造为荔湾博物馆的一个分馆，2011年5月14日蒋光鼐故居博物馆对外开放。博物馆一层摆设有旧家具、留声机等物品，二、三楼为展厅，陈列蒋光鼐生平事迹，还珍藏有蒋光鼐后人向博物馆捐赠的260多件文物。